# نان گندم کامل
نان گندم کامل (انگلیسی: Whole wheat bread) یا نان آرد کامل نوعی نان است که از آردی که به‌طور کامل یا تا همان حدود، از گندم یا در واقع همان دانه‌های گندم کامل آسیاب شده تهیه می‌گردد. این نان گونه ای از نان تیره است. مترادف این واژه، یا واژه‌های نزدیک به آن در در کشورهایی غیر از ایالات متحده آمریکا (به عنوان نمونه بریتانیا)، نان غله کامل می‌باشد. در برخی از نواحی ایالات متحده آمریکا، در قیاس با نان سفید از این نان به صورت ساده‌تر با عنوان نان گندم بهره می‌برند. در برخی از انواع نان گندم کامل، به‌طور معمول روی سطح آنها را از دانه‌های گندم کامل یا نیم کوفته می‌پوشانند، اگرچه این عمل در قیاس با ارزش غذایی یک قرص نان با کیفیت، بیشتر جنبه تزئینی دارد.

## بررسی اجمالی
ساختار کامل محصولاتی که به صورت رسمی به عنوان گونه‌های «نان گندم کامل» در معرض فروش قرار می‌گیرد، از یک کشور تا کشور دیگر، وحتی در نواحی مختلف داخل یک کشور با هم تفاوت دارد. در برخی موارد، نان از آرد گندم کامل تهیه شده‌است که تمام اجزاء غله و همان نسبتهای کاملی از ترکیبات که در طبیعت وجود دارند، را دربرگرفته است درحالیکه در برخی از نان‌های دیگر از این نوع، ممکن است تنها مقداری از سبوس یا گیاهک گندم در نان وجود داشته باشد. به عنوان نمونه در کانادا، برای کاهش ریسک تند شدگی ممکن است مقداری از گیاهک گندم از آرد حذف گرددولی با این وجود از «نان گندم کامل» برای آن استفاده می‌گردد. در کانادا به جای واژه نان گندم کامل، از نام رایج «نان تیره» (brown bread) استفاده می‌کنند.
برخی اوقات از واژه «نان گندم» به عنوان یک تاکتیک بازاریابی استفاده می‌گردد تا این تصور را برای مصرف‌کننده ایجاد کند که آن محصول تولیدی، نان گندم کامل است، چونکه بیشتر نان سفید از آرد گندم تهیه می‌شود و بنابراین به درستی می‌توان نام آن محصول را نان گندم گذاشت، ولی در خوشبینانه‌ترین گمان، این یک واژه دوپهلو و در نهان گمراه کننده است. بیشتر محصولاتی که تحت واژه «نان گندم» در آمریکا در معرض فروش قرار داده می‌شود از سبوس بسیار کمی در تولید آن استفاده شده‌است و بیشتر مواد اولیه آن از آرد سفید می‌باشد و برای اینکه این گمان را در مصرف‌کننده ایجاد کند که یک نان با سبوس زیاد است به آن رنگ کارامل اضافه می‌کنند.

## خواص نان گندم کامل
- کمک به حفظ وزن طبیعی بدن و جلوگیری از چاقی بیش‌ازحد به علت کاهش سرعت خروج مواد غذایی از سیستم گوارشی بدن
- کاهش ابتلا به دیابت نوع دو از طریق کاهش جذب قند و دفع آن از سیستم گوارشی بدن
- حذف جوش‌شیرین از چرخه تولید به‌عنوان عامل اصلی کاهش آهن، منیزی و کلسیم در بدن
- حذف بلانکیت از چرخه تولید به علت غیرفعال کردن هورمون‌های بدن از قبیل انسولین و از بین بردن پرزهای معده
- عدم استفاده از آردهای غنی‌شده با اسیدفولیک به علت یکسان نبودن نیاز جسمی در زنان و مردان (تجمع فولات در بدن عامل تضعیف کننده سیستم‌ایمنی محسوب می‌گردد)
- تأمین نیاز روزانه به آهن طبیعی از طریق مصرف نان سبوس‌دار
- کمک به تنظیم کار روده‌ها و دفع مناسب مدفوع از سیستم گوارشی عوامل اصلی رفع یبوست
- ارتقاء سلامت چشم به علت غنی بودن سبوس از نیاسین (رشد بینایی در کودکان)
- کامل‌ترین ماده غذایی از نظر مواد معدنی و ویتامین‌های گروه ب
- جلوگیری از بیات شدن سریع نان

شرح بیشتر خواص نان گندم کامل:
- مصرف نان سبوس دار برای سلامت چشم‌ها مفید بوده، وجود ویتامین‌های روی و نیاسین در سبوس می‌تواند به افزایش سلامت عمومی چشم کمک کند. همچنین باعث کاهش ریسک بیماری دژنراسیون ماکولا ناشی از سن که علت اصلی از بین رفتن بینایی در افراد بالای ۶۰ سال است، می‌شود.
- یکی از فواید مصرف نان سبوس دار کمک به کاهش وزن است. سبوس موجود در نان باعث احساس سیری بلند مدت و کاهش سرعت خروج غذا از بدن مصرف‌کننده می‌گردد. غلات سبوس دار بیشتر از غلات سبوس‌گیری شده در دستگاه گوارش می‌مانند و آب به خود می‌گیرند و احساس سیری بیشتری به فرد می‌دهند؛ بنابراین کسانی که قصد کاهش وزن سالم را دارند می‌توانند با مصرف نان سبوس دار در رژیم غذایی به هدف خود برسند.
- مصرف نان سبوس دار به عملکرد دستگاه گوارش کمک کرده برای درمان بیماری‌هایی نظیر ورم معده و روده مفید است. از خواص گندم سبوس دار درمان پولیپ‌های موجود در کولون یا روده می‌باشد.
- از خواص نان سبوس دار و فواید مصرف آن کاهش جذب کلسترول خون است که باعث کاهش چربی خون شده و به‌طور غیر مستقیم از بروز بیماری‌های قلبی و عروقی پیشگیری می‌کند و موجب مهار سکته‌های قلبی می‌گردد.
- مصرف نان سبوس دار برای بیماران مبتلا به دیابت نوع۲ مفید بوده، مصرف سبوس جذب قند را کاهش داده و در نتیجه زمینه ابتلا به دیابت را کاهش می‌دهد.
- نان سبوس دار سرشار از آهن، اسید فولیک، املاح و ویتامین‌های ضروری برای رشد بدن است. تحقیقات نشان داده یکی از مهم‌ترین خواص نان سبوس دار برای کودکان کمک به بهبود رشد، افزایش هوش و رفتار خوب در کودکان است.
- علت اینکه نان سبوس دار مورد علاقه افرادی است که کار فکری می‌کنند این است که نان سبوس دار دارای ویتامین ب۲ و نیاسین می‌باشد. این ویتامین‌ها باعث تمرکز و دقت عمل شده و شادابی و خوشحالی را در انسان به وجود می‌آورند.
- نان سبوس دار دارای منیزیم است که باعث تقویت ماهیچه‌های روده می‌شود و از دردهای عضلانی جلوگیری می‌کند.
- نان سبوس دار سرشار از سیلیس بوده، مصرف آن موجب استحکام و افزایش سلامت استخوان‌ها و دندان‌ها می‌گردد.
- سبوس مهم‌ترین راه درمان طبیعی یبوست به‌شمار می‌رود. جلوگیری از یبوست نیز از بروز هموروئید، التهاب دیورتیکول (کیسه ای مدور به اشکال و اندازه‌های مختلف است که در جدار داخلی روده ایجاد می‌شود)، سرطان کولون، شقاق، فیستول و عفونت‌های دستگاه گوارش (که غالباً در میان افراد مسن مشاهده می‌گردد) پیشگیری می‌کند.[۴]